# Karlshof (Darmstadt)

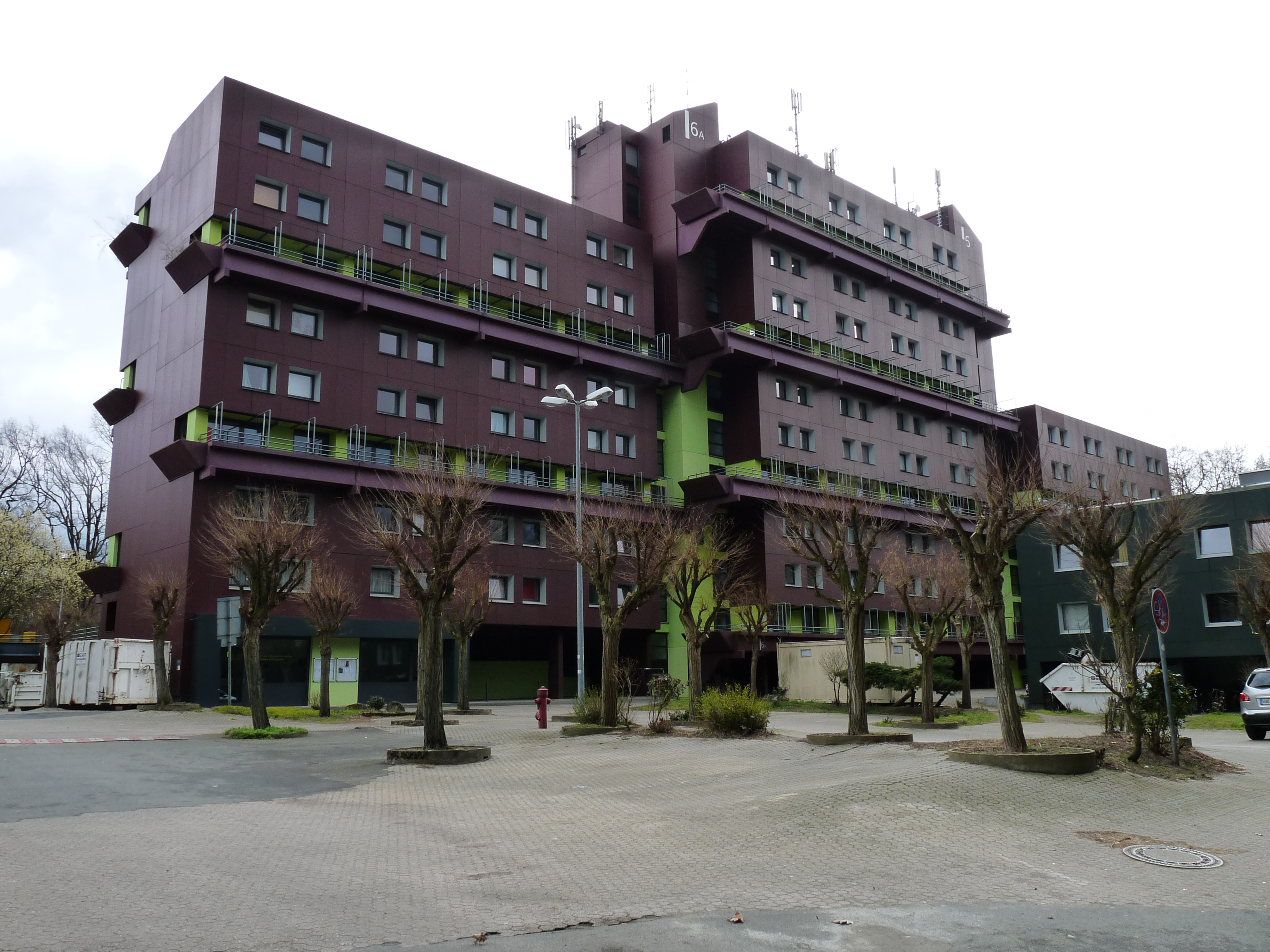
Studentenwohnheim Karlshof (Gebäudeteil 6) im Jahr 2016

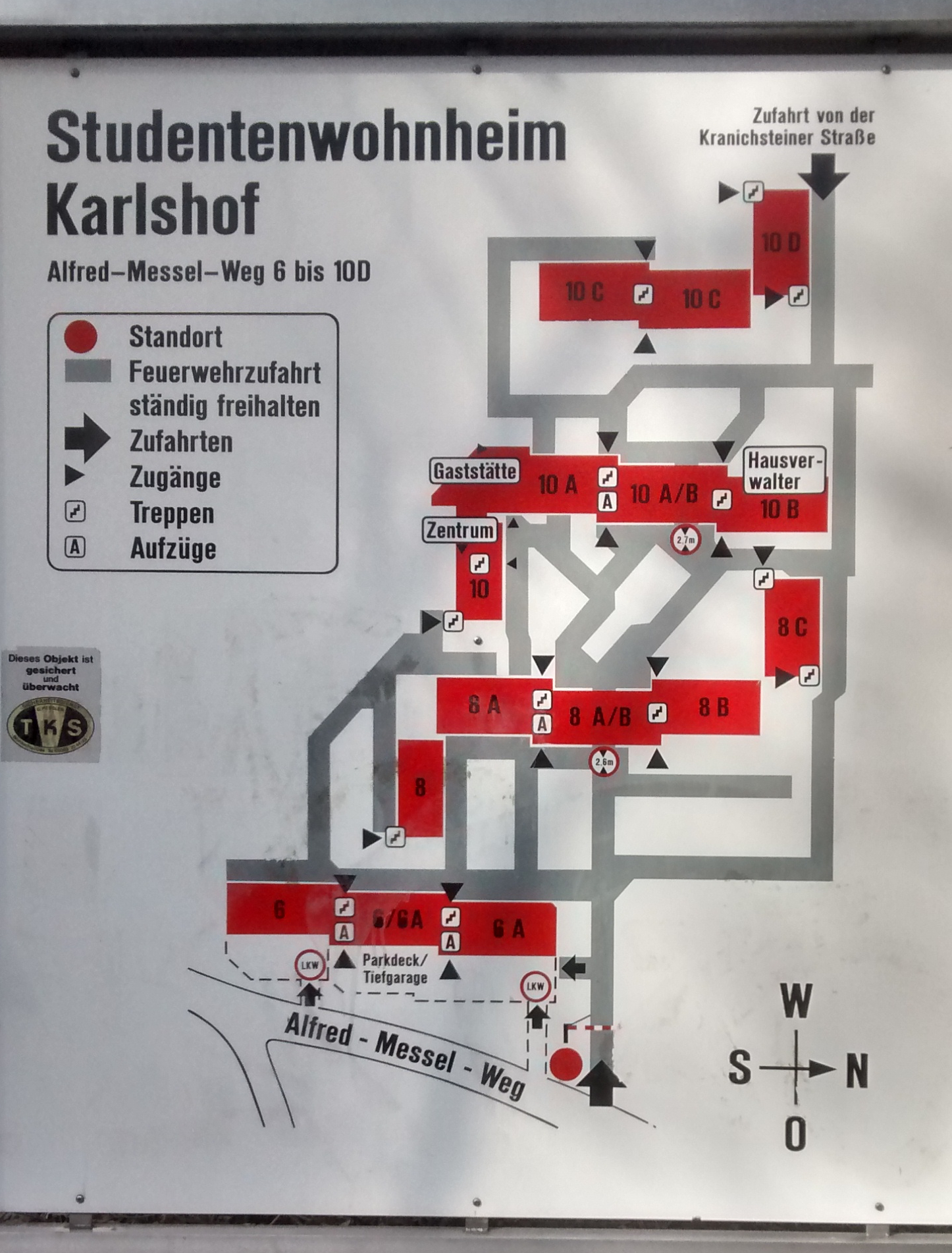
Lageplan Karlshof

Auf dem ehemaligen landwirtschaftlichen Gut Karlshof steht heute das größte Studentenwohnheim „Wohnheim Karlshof“ in Darmstadt.

## Geographie
Der Karlshof liegt nordöstlich der Darmstädter Innenstadt und gehört zum Stadtteil Martinsviertel. Das Gelände liegt zwischen der Kranichsteiner Straße (Westen) und dem Alfred-Messel-Weg (Osten).

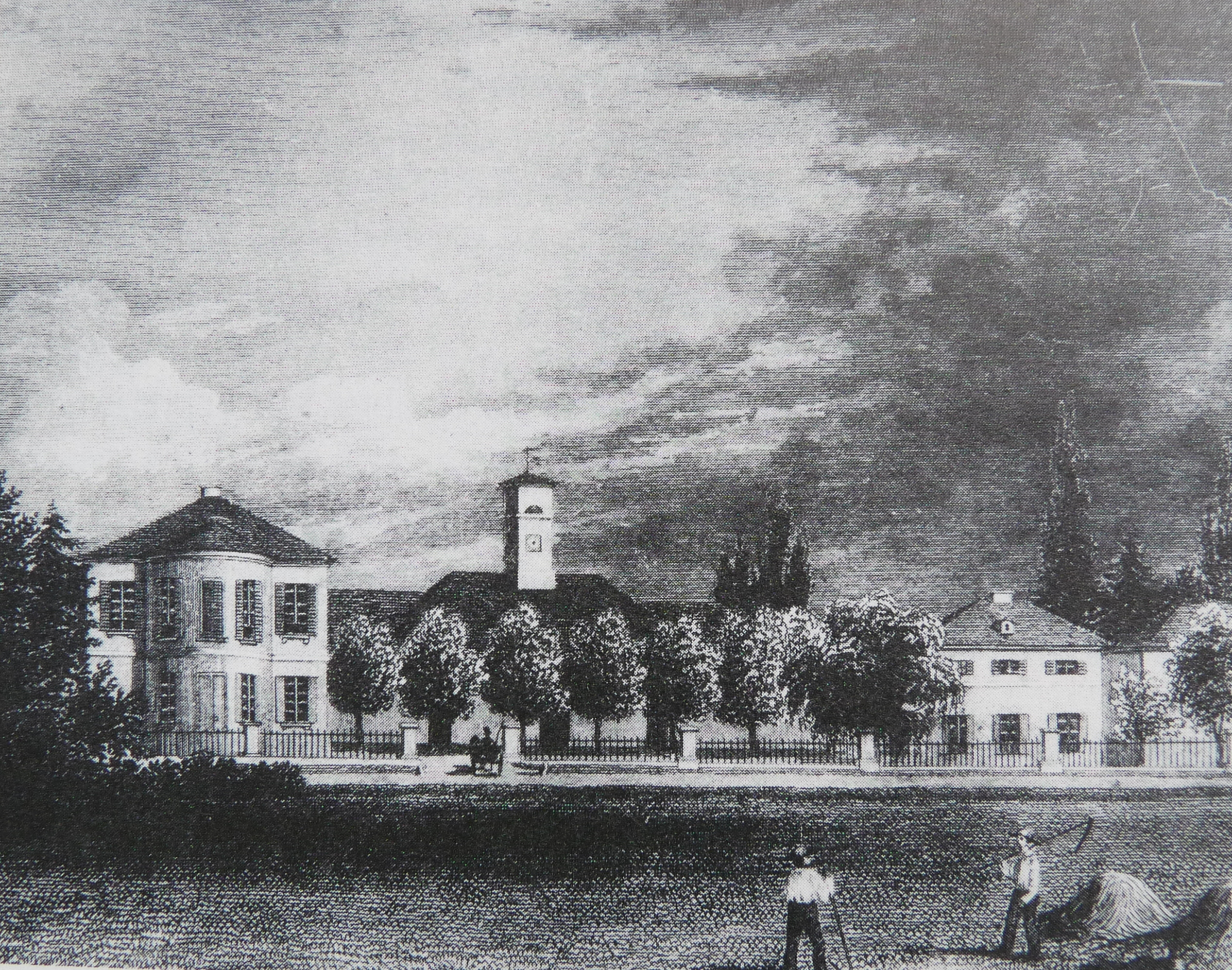
Karlshof um 1830 von Grünewald

## Geschichte
Das landwirtschaftliche Gut Karlshof wurde in den Jahren 1779 bis 1804 von Staatsminister Carl Ludwig Freiherr von Barkhaus gen. Wiesenhütten gegründet und als Meierei im englischen Stil angelegt. Zur Anlage gehörte neben den Wirtschaftsgebäuden auch eine bei Darmstädter Bürger beliebte Gartenwirtschaft. Den Gutsbetrieb unterhielten in den ersten Jahren nach der Gründung Verwalter, ab 1839 wurde das Gut verpachtet. Aufgrund fehlender männlicher Nachkommen fiel das Gelände in den Besitz der Familie Oetinger, die dort 1898 eine schlossartige Villa errichten ließ. Im Zweiten Weltkrieg wurde der Gutsbetrieb nur wenig beschädigt.
Im Jahre 1960 erwarb die Stadt Darmstadt das Areal. Die Stadt führte den landwirtschaftlichen Betrieb bis 1966 fort. In den folgenden Jahren wurden alle Gebäude, bis auf das heute als Oetingervilla bekannte Haus, abgerissen.
1975 begann der Bau eines Studentenwohnheims mit drei Gebäudegruppen für die Wohnungen und einem Flachbau für die Gemeinschaftsnutzung. Die Eröffnung war im August 1978.
Auf dem nördlichen Teil des Geländes wurden in den 1980er Jahren mehrere drei- bis viergeschossige Wohnblöcke gebaut (Wohnen im Park).
Im November 2012 begann der Bau eines Familienhauses mit 43 Wohnheimplätze für Studierende mit Kind (Fertigstellung Sommer 2013).
Im April 2019 begann der Bau einer Erweiterung der Wohnanlage mit einem fünf- und einem siebengeschossigen Gebäude für 115 Studierende. Die Fertigstellung der beiden Gebäude war im Sommer 2021, die feierliche Eröffnung am 2. September 2021.

## Beschreibung
Auf dem größten Teil des früher landwirtschaftlichen Gelände in Darmstadt-Martinsviertel befindet sich heute das vom Studierendenwerk Darmstadt verwaltete Studentenwohnheim mit 4 Gebäudeteilen. Mit insgesamt 232 Wohnungen für knapp 1000 Studenten ist es das größte Studentenwohnheim in Darmstadt. Modellhaft wurde in dem Studentenwohnheim in den 1970er Jahren erstmals das Konzept von Wohngemeinschaften umgesetzt. Die Größe der Wohngruppen variiert heute zwischen zwei und sechs Personen pro Einheit. Weiterhin gibt es einige behindertengerechte Wohnungen, Familienwohnungen und eine angegliederte Kindertagesstätte.
Das Studentenwohnheim Karlshof ist einer der Drehorte des Films 13 Semester.
Auf dem Gelände steht auch die Oetingervilla, die heute ein selbst verwaltetes Jugend- und Kulturzentrum ist, und vier Wohngebäude „Wohnen am Park“.